# Per Johansson (hockey sur glace)
Pour les articles homonymes, voir Johansson.
Per Johansson (né le 12 juin 1949) est un joueur professionnel suédois de hockey sur glace.

## Biographie

### Carrière en club
Il commence sa carrière en senior avec le Skellefteå AIK en 1975.

## Statistiques

### En club
| Saison    | Équipe         | Ligue      |    | Saison régulière | Saison régulière | Saison régulière | Saison régulière | Saison régulière |   | Séries éliminatoires | Séries éliminatoires | Séries éliminatoires | Séries éliminatoires | Séries éliminatoires |
| Saison    | Équipe         | Ligue      | PJ | B                | A                | Pts              | Pun              | PJ               | B | A                    | Pts                  | Pun                  |                      |                      |
| 1975-1976 | Skellefteå AIK | Elitserien | 25 | 17               | 4                | 21               | 12               | -                | - | -                    | -                    | -                    |                      |                      |
| 1976-1977 | Skellefteå AIK | Elitserien | 36 | 23               | 5                | 28               | 8                | -                | - | -                    | -                    | -                    |                      |                      |
| 1977-1978 | Skellefteå AIK | Elitserien | 36 | 23               | 20               | 43               | 14               | -                | - | -                    | -                    | -                    |                      |                      |
| 1978-1979 | Skellefteå AIK | Elitserien | 26 | 9                | 6                | 15               | 8                | -                | - | -                    | -                    | -                    |                      |                      |
| 1979-1980 | Skellefteå AIK | Elitserien | 34 | 20               | 7                | 27               | 12               | -                | - | -                    | -                    | -                    |                      |                      |
| 1980-1981 | Skellefteå AIK | Elitserien | 36 | 22               | 5                | 27               | 23               | -                | - | -                    | -                    | -                    |                      |                      |
| 1981-1982 | Skellefteå AIK | Elitserien | 28 | 7                | 8                | 15               | 6                | -                | - | -                    | -                    | -                    |                      |                      |